# Мейтленд, Джеймс, 9-й граф Лодердейл
Джеймс Мейтленд, 9-й граф Лодердейл (англ. James Maitland, 9th Earl of Lauderdale; 12 мая 1784 — 22 августа 1860) — британский пэр и политик. Он носил титул учтивости — виконт Мейтленд с 1789 по 1839 год.

## Происхождение и образование
Лодердейл был сыном Джеймса Мейтленда, 8-го графа Лодердейла (1759—1839), и Элеоноры Тодд (? — 1856), дочери Энтони Тодда и Элеанор Смит. Он получил образование в Итонском колледже и Эдинбургском университете.

## Карьера
Виконт Мейтленд заседал в Палате общин Великобритании от Кэмелфорда (1806—1807), Ричмонда (1818—1820) и Эпплби (1828—1832).
15 сентября 1839 года после смерти своего отца Джеймс Мейтленд унаследовал титулы 9-го графа Лодердейла (Пэрство Шотландии), 9-го лорда Тирлейстейна и Болтона (Пэрство Шотландии), 9-го виконта Мейтленда (Пэрство Шотландии), 2-го барона Лодердейла из Тирлестейна в графстве Берикшир (Пэрство Соединённого королевства), 9-го виконта Лодердейла (Пэрство Шотландии), 5-го баронета Мейтленда (Баронетство Новой Шотландии) и 10-го лорда Мейтленда из Тирлестейна (Пэрство Шотландии), став членом Палаты лордов Великобритании.
Он занимал должность лорда-лейтенанта Берикшира с 1841 по 1860 год.
Лорд Лодердейл скончался в замке Тирлестейн, Берикшир, в августе 1860 года в возрасте 76 лет. Он не был женат, и титул графа унаследовал его младший брат, адмирал сэр Энтони Мейтленд.